# Корнев, Борис Фёдорович
Борис Фёдорович Корнев (род. 5 февраля 1950 года, Ленинград) – российский писатель-прозаик, публицист, эссеист, член Союза писателей России.

## Биография и характеристика творчества
Окончил ленинградскую 392-ю школу с углубленным изучением французского языка. В 1972 году окончил химический факультет, а позднее психологический (1997) и экономический (2008) факультеты ЛГУ – СПБГУ. С 1972 года работал в НИИ Арктики и Антарктики, принимал участие в экспедиции в Беринговом, Чукотском морях и море Бофорта. Кандидат химических наук. После окончания аспирантуры работал в НПО «Позитрон», затем в отделе науки и учебных заведений Ленинградского обкома партии. В 1996 году назначен на должность заместителя председателя правления Росгосстрах (г. Москва).
Борис Корнев – специалист в сфере управления экстремальными ситуациями. Работа над кризисными проектами дала Корневу материал для  литературно-художественного осмысления состояния общества и социокультурного облика отдельного человека в переломные моменты истории, в частности, в годы Великой Отечественной войны (повесть «Дальтоник»).
Член Союза писателей России. Автор книг прозы и публицистики. Имя Б.Корнева включено в энциклопедический словарь «Литературный Санкт-Петербург. XX век» (СПб, 2015 г., том II). Член редколлегии альманаха «Северные цветы».
Творчеству Б.Корнева свойственны широкий тематический кругозор, наличие множества сюжетных линий, гармонично соединяющихся в единую канву произведения. Например, для романа «Тандем» характерна нетривиальность взгляда на раскрытие психологии человека в сложных жизненных ситуациях:

«Вот он - настоящий тандем, заявленный в заглавии: тандем… человека с самим собой, а вернее со своей тенью. С тёмной стороной мира. (…) Здесь повествование из авантюрного и публицистического плана ныряет вдруг на глубины даже не философские, а мифологические, вливаясь в те древние архетипы, что испокон века двигали творческую мысль человечества».— Алексей Бакулин. В тандеме с собственной тенью // Альманах «Истоки», М., 2014. № 7/8.
Одновременно, по мнению критиков, произведения Бориса Корнева раскрывают представление о действительности «без прикрас», и автор совсем не уводит читателя от реалий жизни:

«Повесть соткана из мяса реальности, из сухожилий самого автора… В ней нет ни одного не обеспеченного жизнью поворота или эффектного рассказа, поставленного только ради привлечения внимания».— Алексей Ахматов. Реальная четвёрка // Журнал «Сфинкс», СПб, 2012. № 33.
Как в художественных, так и в публицистических произведениях Корнев нередко обращается к литературе зарубежных стран, качественно дополняя уже сложившиеся представления об отдельных личностях и событиях. К примеру, один из рассказов книги «Зеркало любви» посвящен творчеству Шарля Бодлера:

«Прежде всего обращает на себя внимание глубокое знание эпохи - здесь совершенно нет анахронизмов - и творчества этого поэта, а также удивительный дар перевоплощения... Удивительно, с какой филологической тонкостью и знанием дела… анализирует Б. Корнев переводы. (...) Критические высказывания отличаются объективностью и добросовестностью - они конструктивны, а не деструктивны».— Андрей Родосский. "Любовь пронизывает всё" (о книге «Зеркало любви»).
Книги Бориса Корнева, посвященные творчеству зарубежных поэтов, переведены на иностранные языки (французский, английский, испанский) и находятся в библиотеках России, Финляндии, национальной библиотеке Квебека (Канада), Немецкой национальной библиотеке.

## Награды и премии
Литературная премия имени Николая Семеновича Тихонова присуждена в 2013 году за повесть  «Реальная четвёрка» (г.Санкт-Петербург, СПб отд. Союза писателей России).
Лауреат литературной премии «Наследники Победы» – за повести «Одна на всех…» и «Дальтоник», к 70-летию Победы в Великой Отечественной войне (Союз писателей России, СПБ отд., 2015 г.).
Диплом Всероссийской литературной премии имени Алексея Толстого – за книгу «Тайны «пылающего Разума» (2018 г.).

## Рецензии и отзывы
- Ахматов А. Реальная четвёрка // Журнал «Сфинкс», СПб, 2012. № 33.
- Метелев Ю. Не всякие глаза видят врага // Журнал «Рог Борея», СПб, 2012. № 47.
- Андрюшкин А. «Северные цветы» – Прорыв к свету // Общеписательская литературная газета, 2013. № 2 (39), с.5.[11].
- Бакулин А. В тандеме с собственной тенью // Альманах «Истоки», М., 2014. № 7/8.
- Бакулин А. Колесо сансары на русских просторах // Приложение к книге «Бухта Провидения», изд. 2-е, доп., СПб, 2015.
- Поликарпов С. Мозаика судеб // Альманах «Северные цветы», СПб, 2015. № 3.
- Алексеев В. «…Вверим себя Провидению» («Remettons-nous a la Providence») «Baie de Providence». Contes et nouvelles/ Boris Kornev. trad. du russe en francais par N. Knyazeva, Spb, 2017.
- Игнатьева Е. Новая книга Бориса Корнева. Отзыв на сборник «Бухта Провидения».[12]
- Ольховетский С. Перекличка сердец в лабиринтах судьбы (о повести «Танец Психеи»).[13]
- Бакулин А. Робинзонада большой войны (о повести «Дальтоник»).[12]
- Энциклопедический словарь «Литературный Санкт-Петербург. XX век». Гл. ред. и составитель О.В.Богданова. В 3 т. СПб, 2015. Т 2. 2 изд., испр. и доп. 768 с.
- Мамаев Г. Глава первая (о повести «Реальная четвёрка»).[14]
- Антилла Э. Пламя в глубине зеркала (о книге «Зеркало любви»).[12]
- Родосский А. Любовь пронизывает всё (о книге «Зеркало любви»).[12]
- Лунд А. Венок сонетов Бориса Корнева (о повести-эссе «Профессиональный дилетант»).[12]
- Богданов А. Галерея отражений (отзыв на сборник Бориса Корнева «Тайны «пылающего Разума»).[12]
- Бакулин А. «Счастье разумного одиночества». Срез творчества Б.Ф. Корнева // Приложение к двухтомнику: Борис Корнев «Избранные сочинения», 2019.
- Савина Д. Сквозь тернии (о сборнике «"Трещины" во Вселенной»).[15]
- Горелов П. О повести Б.Ф. Корнева "Двое в комнате…"